# Hungerford Crewe
Pour les articles homonymes, voir Crewe.
Hungerford Crewe, 3e baron Crewe (10 août 1812 - 3 janvier 1894) est un propriétaire foncier et pair anglais. Il est élu membre de la Society of Antiquaries en 1840 et de la Royal Society en 1841.

## Éducation et famille
Fils de John Crewe, 2e baron Crewe, général de l'armée, et d'Henrietta Maria Anna Walker-Hungerford, il fait ses études au Collège d'Eton et Christ Church, Oxford. Il a deux sœurs : Henrietta Hungerford Offley Crewe (1808–1879) et Annabella Hungerford Crewe (1814–1874). Il a également une sœur illégitime d'une femme inconnue et un frère illégitime, le révérend John Griffiths (1813 - ?), ce dernier étant bien connu et reconnu aussi bien par la famille que par les villageois locaux. La correspondance de ses sœurs, qui comprend de nombreuses références à Hungerford Crewe, ainsi qu'un petit nombre de lettres de Hungerford lui-même, est déposée au Borthwick Institute for Archives à York.

## Propriétaire et œuvres caritatives
À la mort de son père en 1835, il devient le troisième baron Crewe et hérite du manoir jacobéen de Crewe Hall dans le Cheshire, ainsi que d'un grand domaine dans le Cheshire, le Staffordshire et le Leicestershire. En 1871, il est le cinquième plus grand propriétaire foncier du Cheshire. A sa mort en 1894, le total des loyers est estimé à 37 000 £ par an. Il semble avoir été un propriétaire relativement bienveillant, reconstruisant des fermes, fournissant des chalets et dotant des écoles. En 1866, il verse plus d'indemnités aux métayers dont les troupeaux étaient touchés par l'épidémie de peste bovine que ne l'exigeait la loi. Il fait également de nombreux dons de bienfaisance, par exemple à Sandbach où il fait don de ses revenus en tant que seigneur du manoir au conseil local, donne un terrain pour une mairie et un marché et érige une fontaine à boire.
C'est une période de changement rapide : lorsqu'il hérite du domaine, la zone à l'ouest du parc de Crewe Hall est une campagne avec des fermes dispersées ; à sa mort, il est occupé par le principal centre ferroviaire de Crewe. Il s'oppose sans succès à la construction d'une ligne de la Silverdale and Madeley Railway Company de Newcastle-under-Lyme à Wrexham, qui traverse le domaine de Crewe.

## Modifications à Crewe Hall

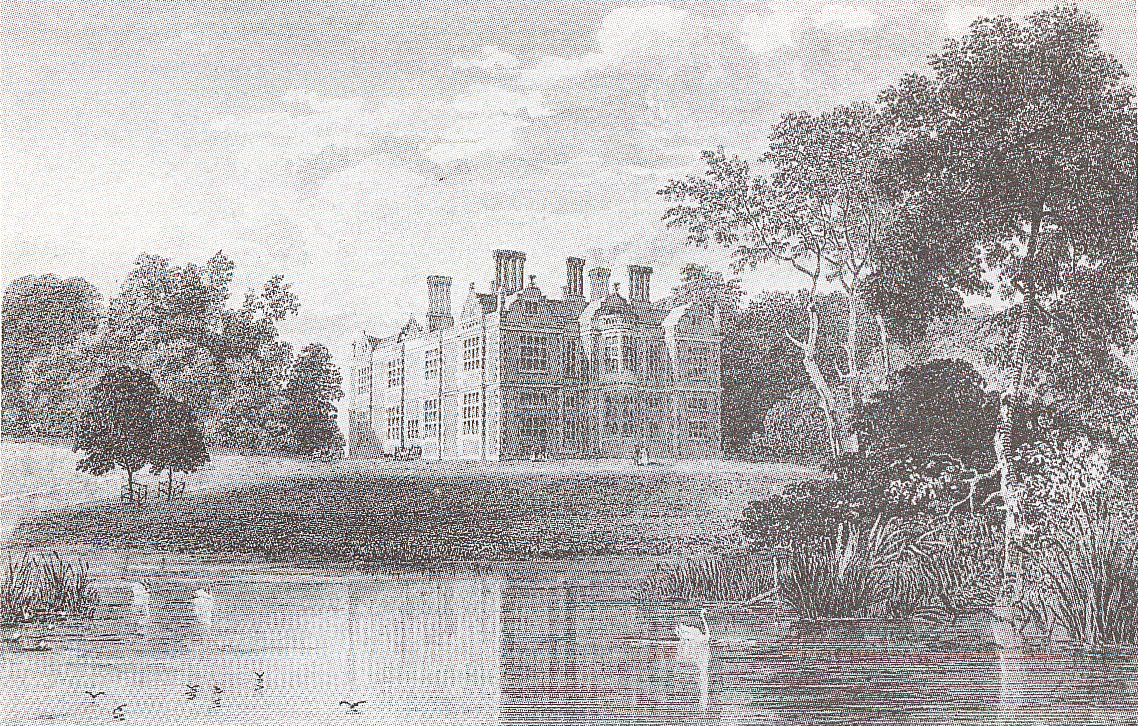
Front de jardin et lac, d'après une gravure de c. 1818

Lord Crewe charge Edward Blore d'apporter des modifications à Crewe Hall en 1837-1842. Celles-ci comprennent des modifications majeures du plan du bâtiment, une redécoration de l'intérieur dans un style jacobétain plus sympathique que la maison jacobéenne d'origine et des modernisations comprenant l'installation d'un système de chauffage à air chaud. Blore ajoute également une pièce maîtresse et une tour d'horloge au quadrilatère des écuries et construit une loge de porte. Le coût total des travaux était de 30 000 £,,,.
Un incendie ravagé le manoir principal en janvier 1866. D'importants travaux de restauration sont effectués pour Lord Crewe par Edward Middleton Barry, fils de Charles Barry, l'architecte du Palais de Westminster (1866-1870),. Barry ajoute une tour à l'aile ouest; nécessaire au stockage de l'eau, la tour était destinée à unir les ailes est et ouest de la maison. Il réorganise également le plan du rez-de-chaussée. Les jardins sont redessinés après l'incendie par William Andrews Nesfield, et son fils William Eden Nesfield conçoit également divers bâtiments.

## Décès
Lord Crewe est mort de la grippe à Crewe Hall en 1894. Il ne s'est jamais marié et la baronnie s'éteint à sa mort. Ses domaines passent à son neveu, Robert Milnes, baron Houghton, plus tard comte et marquis de Crewe, fils de sa sœur Annabella Hungerford Milnes, née Crewe, Lady Houghton.